# Atomowy amant
Atomowy amant (ang. Blast from the Past) – amerykańska komedia romantyczna z 1999 roku w reżyserii Hugh Wilsona.

## Opis fabuły
Czasy zimnej wojny. Mieszkający w Los Angeles Calvin (Christopher Walken) i Helen (Sissy Spacek) słyszą eksplozję. Sądząc, że doszło do wybuchu nuklearnego, chowają się w schronie. W obawie przed chorobą popromienną pozostają w ukryciu przez 35 lat. W połowie lat 90. wysyłają swojego syna Adama (Brendan Fraser) po zapasy żywności. Na powierzchni młody mężczyzna, który przez lata nie miał kontaktu z cywilizacją, spotyka Eve (Alicia Silverstone). Prosi dziewczynę o pomoc.

## Obsada
- Christopher Walken jako Calvin Webber
- Sissy Spacek jako Helen Webber
- Brendan Fraser jako Adam Webber
- Alicia Silverstone jako Eve Rustikoff
- Dave Foley jako Troy
- Joey Slotnick jako nalewający napoje / "Arcybiskup" Melker
- Dale Raoul jako mama
- Rex Linn jako Dave
- Cynthia Mace jako Betty
- Harry S. Murphy jako Bob
- Hugh Wilson jako Levy
- Nathan Fillion jako Cliff

i inni